# Локняняка
Локняняка — річка в Україні, у Сумському районі Сумської області. Ліва притока Виру (басейн Дніпра).

## Опис
Довжина річки приблизно 9,9  км.

## Розташування
Бере початок у селі Ганнівка-Вирівська. Тече переважно на південний схід і в Біланах впадає в річку Вир, ліву притоку Сейму. На деяких ділянках пересихає.

## Цікаві факти
- Біля витоку річки пролягає автомобільний шлях Т 1906.
- Біля пригирлової частини річки розташована залізнична станція Вири.